# Печать Республики Корея
Национальная печать Республики Корея (кор. 대한민국의 국장) — государственная печать, которая используется для государственных целей в Южной Корее.
С конца XX века дизайн печати состоит из официального названия Южной Кореи, написанной корейскими символами внутри квадрата; в течение XX века использовались китайские иероглифы.

한국
대민

## История
После основания южнокорейского государства в августе 1948 года, его правительство в мае 1949 года приняло новую государственную печать (кор. 국새; 國 璽). Она используется для заверения документов во время промульгации конституций, при назначении членов кабинета министров и послов, при награждении национальными орденами и на важных дипломатических документах.
На протяжении многих лет дизайн печати неоднократно менялся. В первой версии печати, которая использовалась до начала 1960-х годов, использовались символы ханча. В конце XX века буквенное обозначение было изменено, используя только корейские символы.
Нынешняя печать является пятой версией и была разработана в сентябре 2011 года и принята в октябре 2011 года.

## Предыдущие печати

государственная печать (1949-1962)
государственная печать (1963-1999)
государственная печать (1999-2008)
государственная печать (2008-2010)
государственная печать (2010-2011)
государственная печать (с 2011 года)